# Parc national de l'Awash
Pour les articles homonymes, voir Awash (homonymie).
Le parc national de l'Awash est l'un des parcs nationaux d'Éthiopie. Situé au sud de la région Afar, le parc est à 225 kilomètres à l'est d'Addis-Abeba et à quelques kilomètres de la ville d'Awash, sa bordure sud longeant la rivière Awash. Il s'étend sur au moins 756 kilomètres carrés de forêts d'acacias et de savane verdoyantes. L'autoroute Addis-Abeba - Dire Dawa traverse le parc et sépare la plaine Illala Saha au sud de la vallée Kudu au nord.
Le parc national d'Awash a été créé en 1966. Il abrite une faune nombreuse de grands mammifères comme les Oryx, les Koudous, les Gazelles de Soemmerring ou les Dik-Dik. Le parc regroupe également près de 400 espèces d'oiseaux.
Le parc présente des paysages très différents. Il y a tout d'abord le canyon de l'Awash et ses célèbres et impressionnantes chutes. Ensuite, le volcan Fentale avec son paysage panoramique et ses fumeroles au fond du cratère. Enfin, le plateau de savane avec les sources chaudes de Filhoua.